# بخش راج سمند
بخش راج سمند (به انگلیسی: Rajsamand district) یک منطقهٔ مسکونی در هند است که در Udaipur division واقع شده‌است. بخش راج سمند ۴٬۵۵۰٫۹۳ کیلومتر مربع مساحت و ۱٬۱۵۶٬۵۹۷ نفر جمعیت دارد.